# 冷蔵庫マザー
冷蔵庫マザー（れいぞうこマザー、refrigerator mother）とは、1940年代に自閉症の子を持つ母親たちに対するレッテルとして作られた用語である。こうした母親たちは、しばしば子供の厳格な決まり事や会話の困難、自己孤立などの特殊な行動で非難の的になっていた。
「冷蔵庫マザー」というレッテルは、「自閉的な行動は母親の冷淡な態度に根ざす」という憶測のもとに成り立っている。結果として、1950年代から1970年代にかけて、自閉症児を持つ母親たちの多くは自責の念、罪悪感、自信喪失に悩まされた。当時は、自閉症は不適切な子育てが原因とされ、医療関係者は広くそれを信じていた。
しかし現在では大多数の医療関係者はもはやこの考えを採用していない。

## 「冷蔵庫マザー」理論の起源
精神分析学者のブルーノ・ベッテルハイム (Bruno Bettelheim) をはじめとする精神衛生の専門家たちは、母親が子供を冷たく突き放し、拒絶するために「適切な愛情の絆」を作れず、そのことが原因で子供が自閉症になるのだという概念を擁護した。この理論は医療機関によって積極的に採用された後、1960年代半ばに大々的に反論されるに至ったが、21世紀に入ってもなおその影響は残っている。
早くも1943年に、レオ・カナーは自閉症児の母親に温かさや愛情が欠けていると発言し、注意を呼びかけた。1949年の論文で、彼は自閉症が「生来的な母親の愛情の欠如」に関係している可能性があることを示唆した。1960年には、雑誌『タイム』のインタビューで、カナーは自閉症児の親たちを「たまたま子供を産むのに十分な温かみがあっただけ」であると露骨に表現している。「冷蔵庫マザー」理論の形成のきっかけとなったのはカナーであったが、それを1950年代から1960年代にかけて、広く社会や専門の医療機関に受け入れられるようにしたのは、シカゴ大学教授で子供の発達を専攻するブルーノ・ベッテルハイムであった。この時期に発表された多くの論文や書籍は、自閉症は母親の愛情不足によるものだと非難した。しかし、1964年までに、自閉症の息子を持つ心理学者のバーナード・リムランド（Bernard Rimland）が、自閉症の原因について確立された間違いに合理的な反駁の可能性が出てきたことを示す本を出版した。彼の著書『小児自閉症－行動神経理論に対するその症候群と暗示』 ("Infantile Autism: The syndrome and its Implications for a Neural Theory of Behavior") は、「冷蔵庫マザー」の仮説に直接挑戦するものだった。
それから間もなく、ベッテルハイムは『うつろな砦－小児自閉症と自己の起源』 ("The Empty Fortress: Infantile Autism and the Birth of the Self") を著した。その中で彼は自閉症児と強制収容所に入れられた囚人を比較し、「強制収容所の囚人たちの窮状と子供が自閉症や統合失調症につながる状態との違いは、もちろん、子供には過去に人格を十分に発達する機会がまったくなかったという点だ」と述べた。
1969年、現在の「アメリカ自閉症協会」の最初の年次大会でカナーは「冷蔵庫マザー」の問題について触れ、「私は全ての出版物で一貫して、この状態は『先天的なもの』であるとはっきり言ってきた。しかし、自閉症児の親たちの性格上の特徴について記述したためか、しばしば『全ては親のせいだ』と言っていると引用されてしまった」と述べた。カナーは親の行動が自閉症につながることを示唆する記述を自身の記事の中ではっきりと何回もしており、この発言にはいささかごまかしの感があるが、なんにせよ提唱者自身が自説を捨てたという事実は、理論の決定的な否定と解釈された。

## 理論の欠陥を補う新説
『冷蔵庫マザー』理論を他のものに置き換えようと、多くの学者たちが躍起になった。『冷蔵庫マザー』理論が医学界で徐々に信頼性を損なっていった後、自閉症の研究は、自閉症がスペクトラム（連続体）の障害であることから、遺伝的な原因によって引き起こされるということに初めて焦点を当てるようになった。
しかしながら、物議をかもすような新説が、自閉症児の親たちに関するカナーの当初の所見を再び復活させる方向へと提示されてきている。それは、技術的な能力は優れていても、ソーシャルスキルに乏しい人々が、高度な科学技術を持った地域で出会って結婚した場合、情報化社会の文化を映し出す特徴を備えた、障害を持ちやすい子供が生まれるという所見に由来する。研究者たちは、工学や情報科学の分野で特別な才能や奇癖を持つ親たちには、自閉症、あるいは知能の高いその亜種、すなわち、アスペルガー症候群の子供を生み出す高いリスクがあるという可能性に気付いてきている。今やこの連関性は、アメリカのシリコンバレー、ニュージャージー州、オタワなどの高度先端技術の中心地、そして、ケンブリッジ、ダブリン、ボストンのルート128などのオンライン・オフラインネットワークの中心地のいたるところで反響を呼んでおり、公に議論されるようになってきている。これを「ギーク・シンドローム (geek syndrome)」と呼ぶ人もいる。
医療の専門家たちは、従来の冷蔵庫マザーの概念を放棄して以来、遺伝子レベルでの影響の可能性に焦点を当て続けながらも、概して自閉症診断の急増は、診断基準の変化およびこの障害に関する意識の高まりによるものだとしている。
バーナード・リムランドは、結果として論争を巻き起こしながらも、予防注射が自閉症のもともとの原因であったかもしれないとする仮説を明らかにした最初の医療専門家たちの一人であった。より最近の環境要因理論に対する批判者たちによれば、おそらく環境が引き金だとするのは、単に訴訟から利益を得ようと躍起の弁護士によって助長されたでっち上げに過ぎず、そんな理論は親たちの罪悪感を増長し、食い物にするものであり、信ずるに足りない冷蔵庫マザー理論が数十年前に母親たちの罪の意識を増長させたのと同等だとして、予防注射説に関して広く懸念を示している。

## 余波：白熱する議論
ますます多くの保護者たち、そしてある限定された数の医療専門家たちは、自閉症が厳格に先天的な遺伝子の疾患であるとの概念を拒絶する。もちろん、彼らは遺伝などということはあり得ないと気付いている。むしろ、保護者たちはしばしば行われる予防注射と自閉症の兆候の関係を説明の選択肢の一つとして求めつつ、その他の多様な環境原因の可能性も考えている。
医療専門家たちによって示された説明に満足できず、多くの保護者たちが自閉症の原因としてより良い説明を求めて権利擁護団体を次々と立ち上げている。中には、ゆるやかに国の自閉症研究連合会 (the National Alliance for Autism Research) やM.I.N.D.協会 (M.I.N.D. Institue) などの医療機関と連携を取っている団体もある。また、ある団体は、Safe Minds, Generation Rescue and the Autism Research Institute （リムランドが創設）と連携を取りつつ、医療専門家たちの出した結論に公に異議を唱えて、考えられる環境要因（とりわけ予防注射と水銀暴露）を調査するためのより広範囲にわたる研究を要求し、論争を巻き起こしている。
親やこれらの団体からの研究要請に応え、かつて冷蔵庫マザーの理論が母親たちの罪悪感を助長したのと同様、予防注射の理論だけが普及し、保護者たちの罪悪感を食い物にしていることが示唆されている。議論を見守っているほとんどの人々は、その間にも、自閉症診断数の増加に対する説明に意見の一致が取れていないことに当惑させられている。

## ステレオタイプへの固執
近年の遺伝子研究によりすでに否定された「冷蔵庫マザー」理論であるが、欧州では未だ支持する声も一部にある。